# Luna Star
 (septembre 2023).
La mise en forme du texte ne suit pas les recommandations de Wikipédia : il faut le « wikifier ».
Les points d'amélioration suivants sont les cas les plus fréquents. Le détail des points à revoir est peut-être précisé sur la page de discussion.
- Les titres sont pré-formatés par le logiciel. Ils ne sont ni en capitales, ni en gras.
- Le texte ne doit pas être écrit en capitales (les noms de famille non plus), ni en gras, ni en italique, ni en « petit »…
- Le gras n'est utilisé que pour surligner le titre de l'article dans l'introduction, une seule fois.
- L'italique est rarement utilisé : mots en langue étrangère, titres d'œuvres, noms de bateaux, etc.
- Les citations ne sont pas en italique mais en corps de texte normal. Elles sont entourées par des guillemets français : « et ».
- Les listes à puces sont à éviter, des paragraphes rédigés étant largement préférés. Les tableaux sont à réserver à la présentation de données structurées (résultats, etc.).
- Les appels de note de bas de page (petits chiffres en exposant, introduits par l'outil «  Source ») sont à placer entre la fin de phrase et le point final[comme ça].
- Les liens internes (vers d'autres articles de Wikipédia) sont à choisir avec parcimonie. Créez des liens vers des articles approfondissant le sujet. Les termes génériques sans rapport avec le sujet sont à éviter, ainsi que les répétitions de liens vers un même terme.
- Les liens externes sont à placer uniquement dans une section « Liens externes », à la fin de l'article. Ces liens sont à choisir avec parcimonie suivant les règles définies. Si un lien sert de source à l'article, son insertion dans le texte est à faire par les notes de bas de page.
- La présentation des références doit suivre les conventions bibliographiques. Il est recommandé d'utiliser les modèles {{Ouvrage}}, {{Chapitre}}, {{Article}}, {{Lien web}} et/ou {{Bibliographie}}. Le mode d'édition visuel peut mettre en forme automatiquement les références.
- Insérer une infobox (cadre d'informations à droite) n'est pas obligatoire pour parachever la mise en page.

Pour une aide détaillée, merci de consulter Aide:Wikification.
Si vous pensez que ces points ont été résolus, vous pouvez retirer ce bandeau et améliorer la mise en forme d'un autre article.
Luna Star, née à La Havane le 25 mai 1989, est une actrice pornographique cubaine.

## Biographie
Luna Star est née dans la capitale cubaine en 1989, ville dans laquelle elle a vécu jusqu'à ses 15 ans, pour ensuite aller à Miami, aux États-Unis. Sa mère travaillait comme fonctionnaire du gouvernement et son père tenait une boutique dans le vieux La Havane. En Floride, après quelques travaux moindres, elle a commencé une brève carrière de modèle érotique.
Elle débute comme actrice pornographique en 2012, à 23 ans, en enregistrant sa première scène pour Bangbros. En 2015, elle signe un contrat avec l'agence dirigée par Mark Splieger.
Comme actrice, elle coopère pour des boites de productions comme Evil Angel, Penthouse, Hustler, Reality Kings, Wicked Pictures, Tushy, Naughty America, Jules Jordan Video, Girlfriends Films, Hard X, Bangbros, Digital Playground ou New Sensations.
En 2015, elle reçoit ses premières nominations de prix dans l'industrie, avec deux nominations dans les Prix AVN à la Meilleure scène POV de sexe par Dress-Up Dolls et à la Meilleure scène de trio M-H-M par Latines On Fire; ainsi que dans les prix XBIZ à la Meilleure scène de sexe en film parodique par American Hustle XXX: À Parody,.
En 2016, elle gagne son premier prix XBIZ pour la Meilleure scène de sexe en film vignette, joins à Dani Daniels, par son travail en Let's Play Docteur. Elle a reçu, ainsi, la nomination de la Meilleure actrice en film parodique dans This Ain't Modern Family XXX,.
En 2017, elle est nommée au XBIZ avec la nomination pour la Meilleure scène de sexe dans un film lesbien (Girl Crushed,).
Elle a tourné dans plus de 790 films comme actrice.
Elle a tourné dans divers films comme All Star Super Sluts, Blood Sisters, Crack Fuckers 4, Dirty Talk 2, Facial Cum Sluts 6, Girl Kush, Interracial Squirt 2, Latin Angels, Naughty Athletics 18, Pretty Dirty 5, Sloppy Head 6 ou Tearing It Up 2,,,,,,,,,,.